# Список пресмыкающихся Казахстана
Список пресмыкающихся Казахстана
На территории Казахстана представлены 2 вида черепах, не менее 26 видов ящериц, не менее 21 вида змей.

## ОтрядЧерепахи(Testudines)
- Семейство Американские пресноводные черепахи (Emydidae)[1] (см. Пресноводные черепахи)
  - Род Болотные черепахи (Emys)[2]
    - Вид Болотная черепаха (Emys orbicularis); распространена в бассейнах Урала, Иргиза, Тургая, в низовьях Сырдарьи до Кызылорды на востоке
- Семейство Сухопутные черепахи (Testudinidae)
  - Род Среднеазиатские черепахи (Agrionemys)[2]
    - Вид Среднеазиатская черепаха (Agrionemys horsefieldii); распространена в южной части территории страны: от восточного побережья Каспийского моря на западе, реки Тургай на севере, до хребта Тарбагатай на востоке

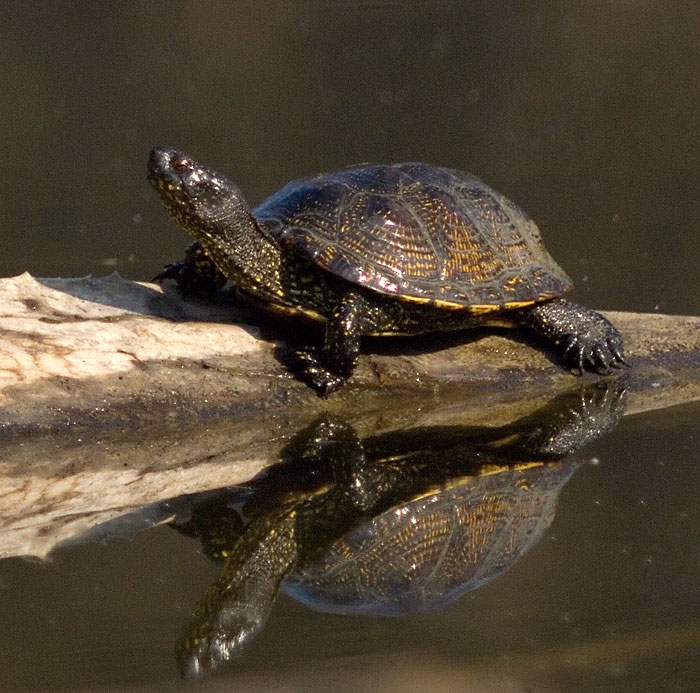
Болотная черепаха
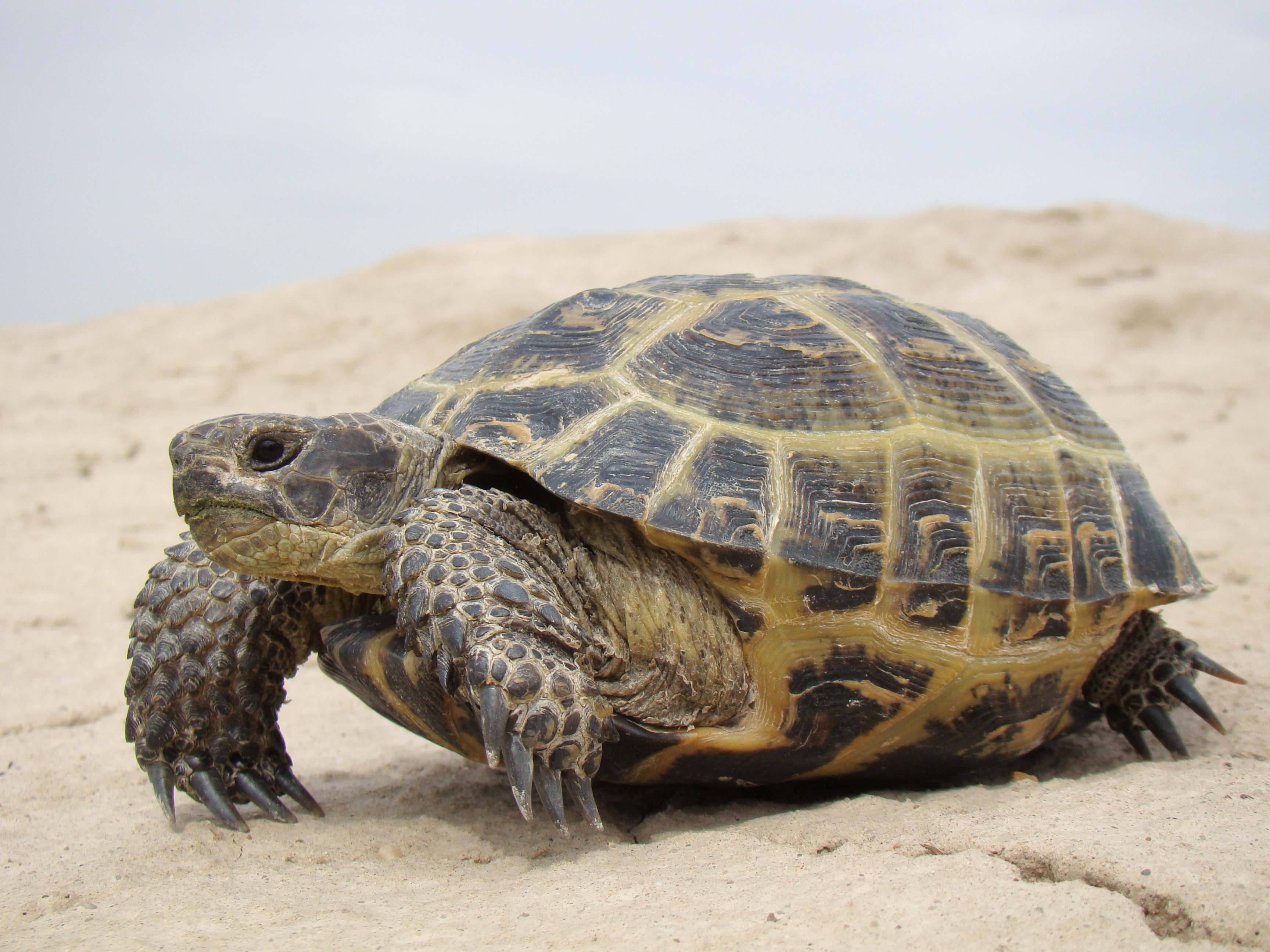
Среднеазиатская черепаха

## ОтрядЯщерицы(Sauria)
- Семейство Гекконы, или Цепкопалые (Gekkonidae)
  - Род Североазиатские геккончики (Alsophylax)
    - Вид Пискливый геккончик (Alsophylax pipiens); встречается на большей части территории страны

  - Род Гребнепалые гекконы (Crossobamon)
    - Вид Гребнепалый геккон (Crossobamon eversmanni); встречается на территории южной части страны, до низовий Иргиза на севере

  - Род Тонкопалые гекконы (Cyrtopodion)
    - Вид Каспийский геккон (Cyrtopodion caspium); распространён на территории от Каспийского до Аральского морей, а также в Кызылкуме

  - Род Средиземноморские тонкопалые гекконы (Mediodactylus)
    - Вид Серый геккон (Mediodactylus russowii); широко распространён в песчаных пустынях южной части страны

  - Род Сцинковые гекконы (Teratoscincus)
    - Вид Сцинковый геккон (Teratoscincus scincus); широко распространён в песчаных пустынях южной части страны

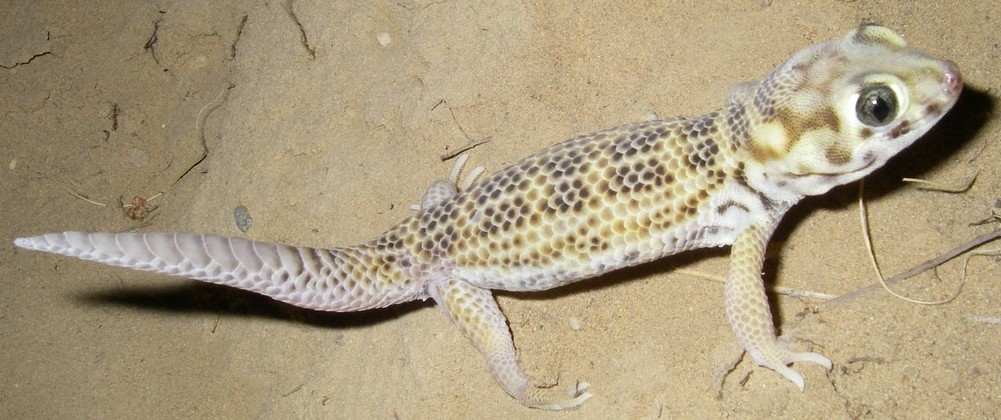
Сцинковый геккон

- Семейство Агамовые (Agamidae)
  - Род Равнинные агамы (Trapelus)
    - Вид Степная агама (Trapelus sanguinolentus); широко распространена в южной части страны: от побережья Каспийского моря на востоке, южнее Эмбы и Мугоджар, далее северная линия границы ареала проходит через низовья Тургая, среднее течение Сарысу, севернее Балхаша до предгорий Тарбагатая

  - Род Круглоголовки (Phrynocephalus)
    - Вид Круглоголовка-вертихвостка (Phrynocephalus guttatus); распространена в степях, пустынях и полупустынях страны, исключая Мангышлак и северо-восток страны
    - Вид Такырная круглоголовка (Phrynocephalus helioscopus); распространена на большей части территории страны, кроме севера и востока
    - Вид Песчаная круглоголовка (Phrynocephalus interscapularis); распространена в южной половине западной части страны
    - Вид Зайсанская круглоголовка (Phrynocephalus melanurus); эндемик зайсанской котловины,
    - Вид Ушастая круглоголовка (Phrynocephalus mystaceus); распространена в южной части страны от западной до восточной границы
    - Вид Пёстрая круглоголовка (Phrynocephalus versicolor); встречается в долине реки Или
    - Вид Круглоголовка Молчанова (Phrynocephalus moltschanowi)
    - Вид Сетчатая круглоголовка (Phrynocephalus reticulatus)
    - Phrynocephalus salenskyi

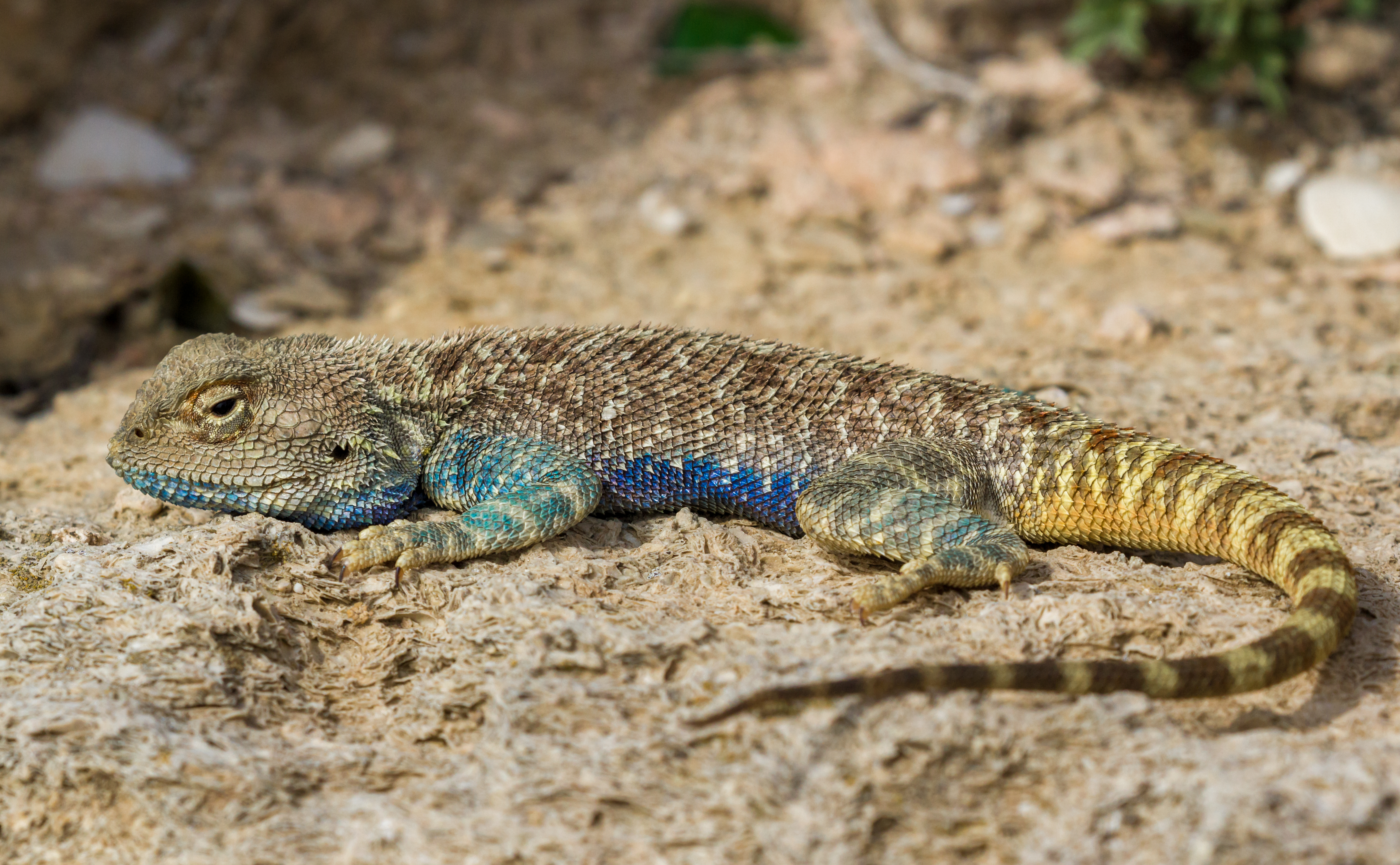
Степная агама
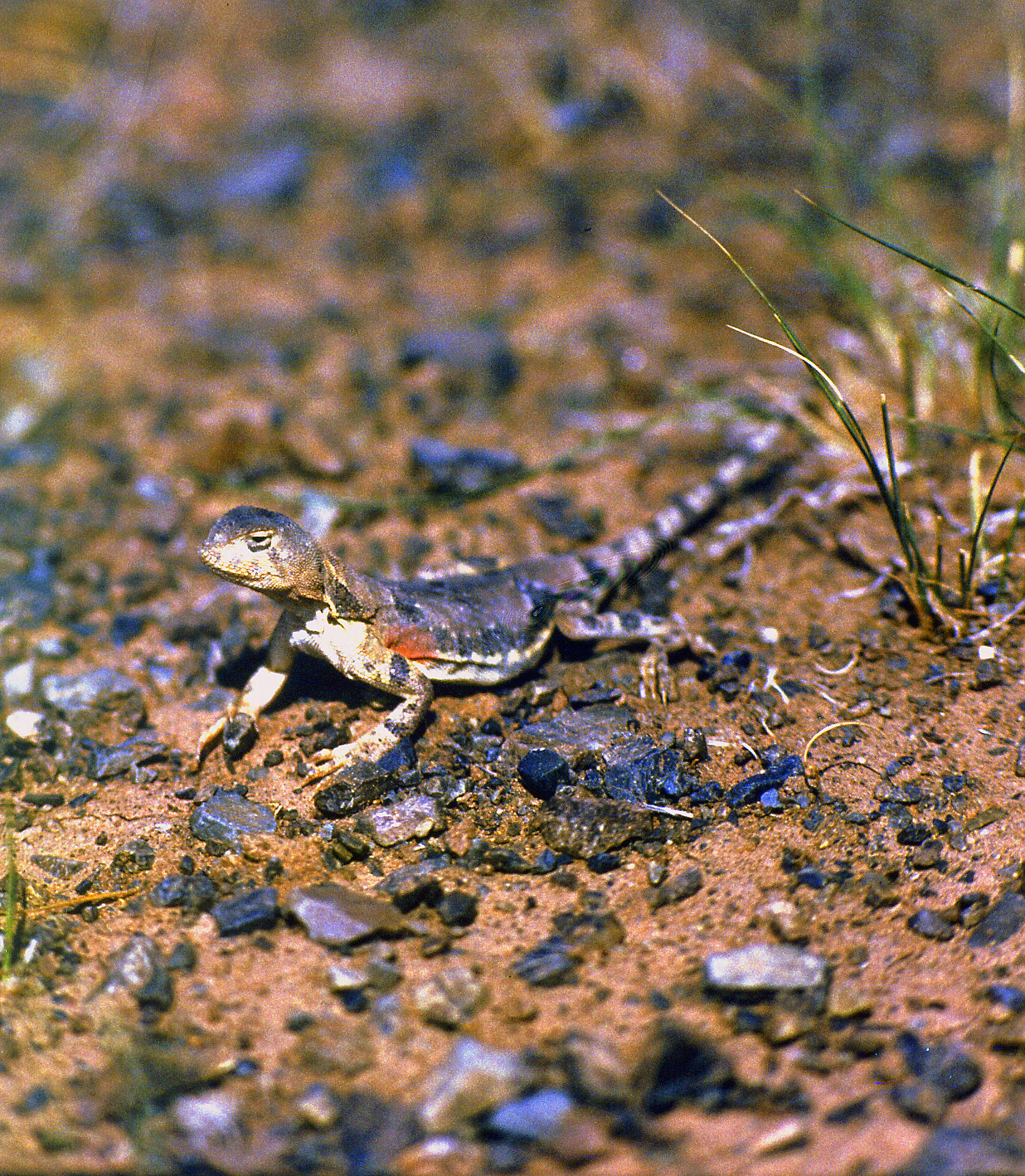
Пёстрая круглоголовка
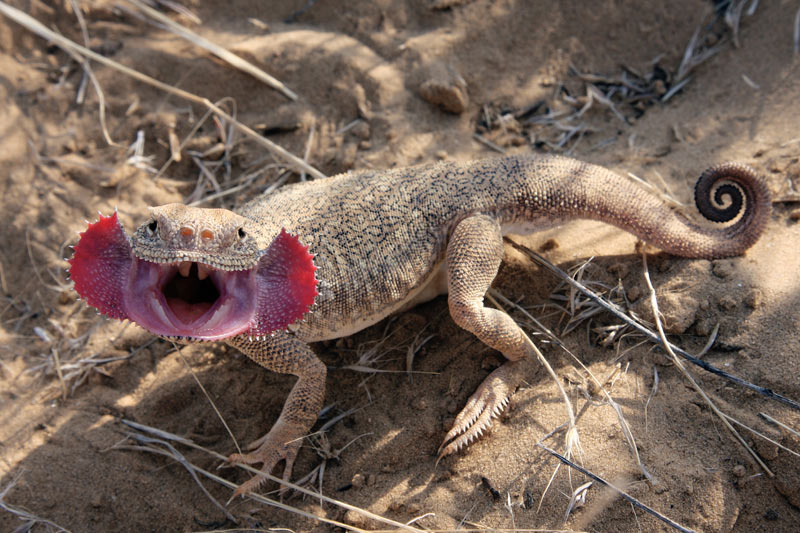
Ушастая круглоголовка

- Семейство Веретенициевые (Anguidae)
  - Род Веретеницы
    - Вид Ломкая веретеница (Anguis Fragilis); попадаются особи в северных и северо-западных районах страны.

  - Род Pseudopus
    - Вид Желтопузик, или глухарь (Pseudopus apodus); встречается в Южном Казахстане и Семиречье

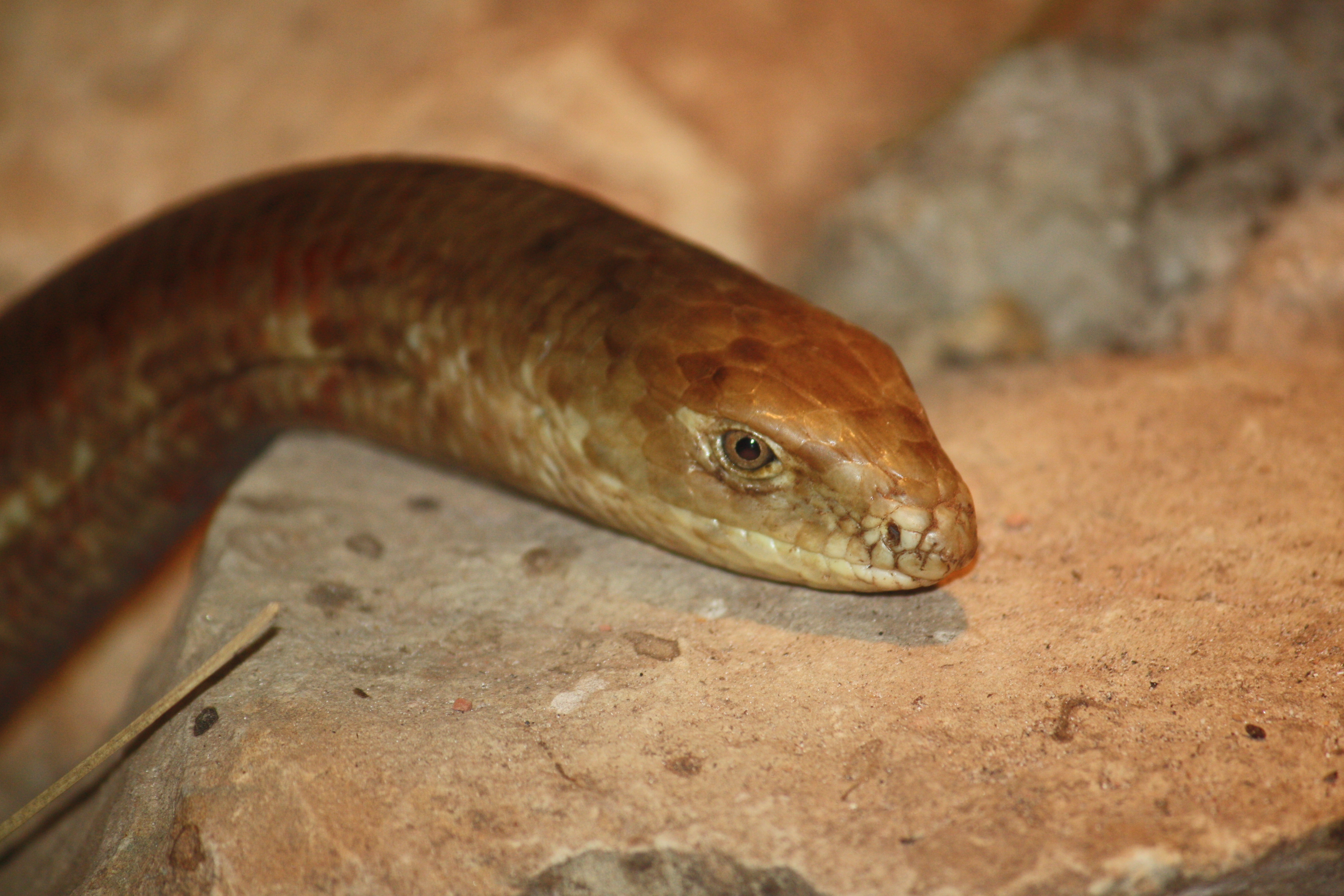
Желтопузик
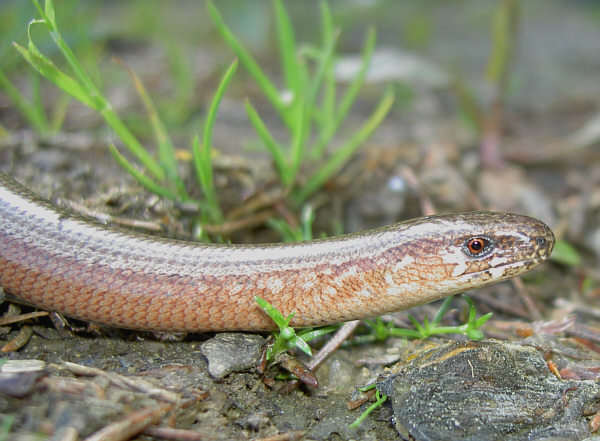
Веретеница

- Семейство Сцинковые (Scincidae)
  - Род Гологлазы (Ablepharus)
    - Вид Пустынный гологлаз (Ablepharus deserti); распространён на юге страны от Приаральских Каракумов на западе до долины Чу на востоке

  - Род Ложные гологлазы (Asymblepharus)
    - Вид Алайский гологлаз (Asymblepharus alaicus); распространён на юго-востоке страны в горах и предгорьях Тянь-Шаня
- Семейство Настоящие ящерицы (Lacertidae)
  - Род Ящурки (Eremias)
    - Вид Разноцветная ящурка (Eremias arguta); распространена в степях, пустынях и полупустынях на большей части территории страны
    - Вид Сетчатая ящурка (Eremias grammica); распространена в пустынях и полупустынях в южной части страны
    - Вид Средняя ящурка (Eremias intermedia); распространена в пустынях и полупустынях в южной части страны
    - Вид Линейчатая ящурка (Eremias lineolata); встречается в Приаралье, изолированная популяция есть в Прибалхашье
    - Вид Глазчатая ящурка (Eremias multiocellata); встречается в горах на юге и юго-востоке страны
    - Вид Киргизская ящурка, или ящурка Никольского (Eremias nikolskii); находки на крайнем юго-востоке страны (Терскей-Алатау), нуждающиеся в уточнении
    - Вид Полосатая ящурка (Eremias scripta); встречается в песчаных пустынях южной части страны от северного побережья Каспийского моря на западе до бассейна озера Алаколь на востоке
    - Вид Быстрая ящурка (Eremias velox); распространена на большей части территории страны, кроме севера и востока
    - Вид Центральноазиатская ящурка (Eremias vermiculata)
    - Вид Гобийская ящурка (Eremias przewalskii); юго-восток Казахстана

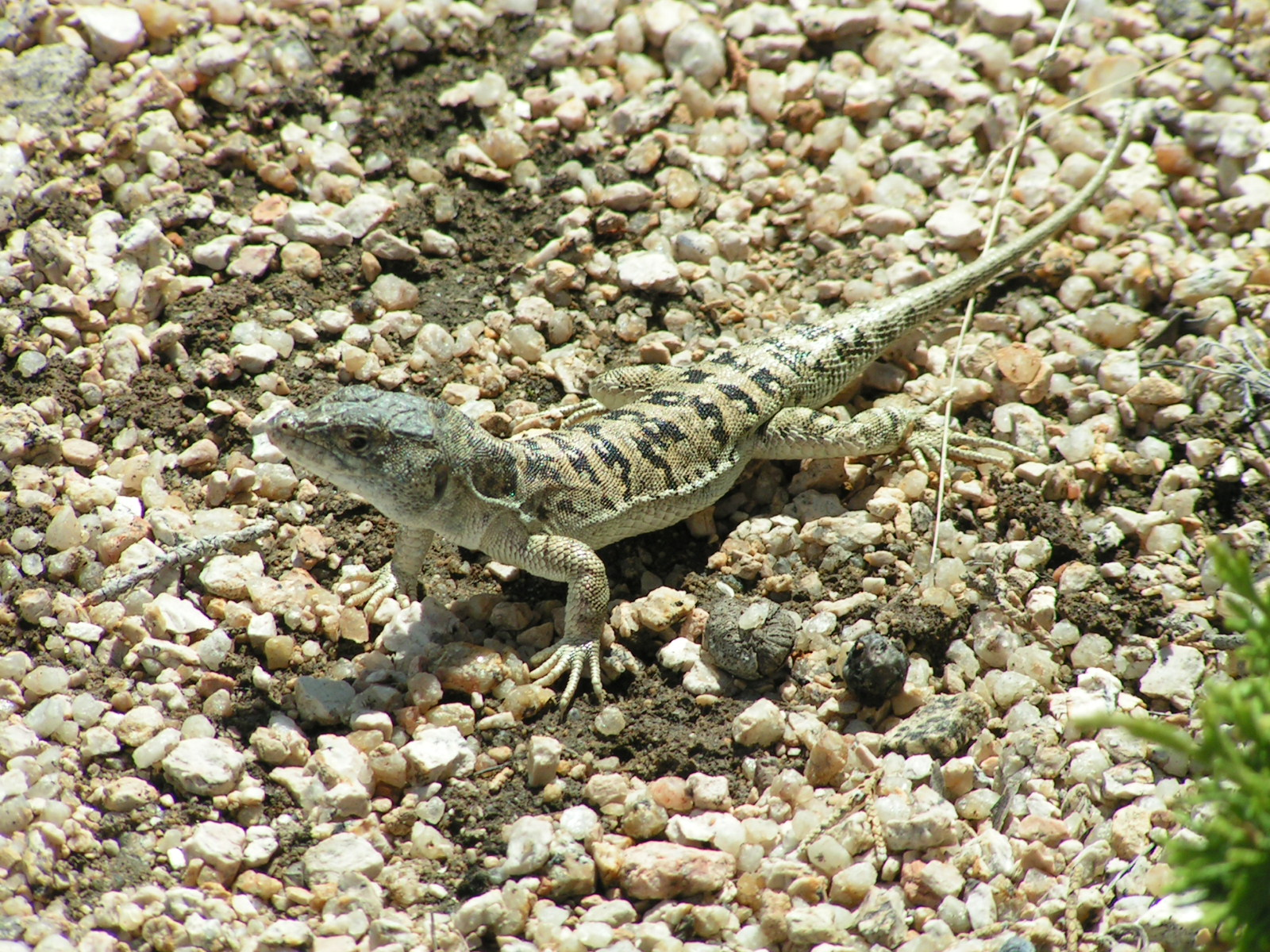
Разноцветная ящурка
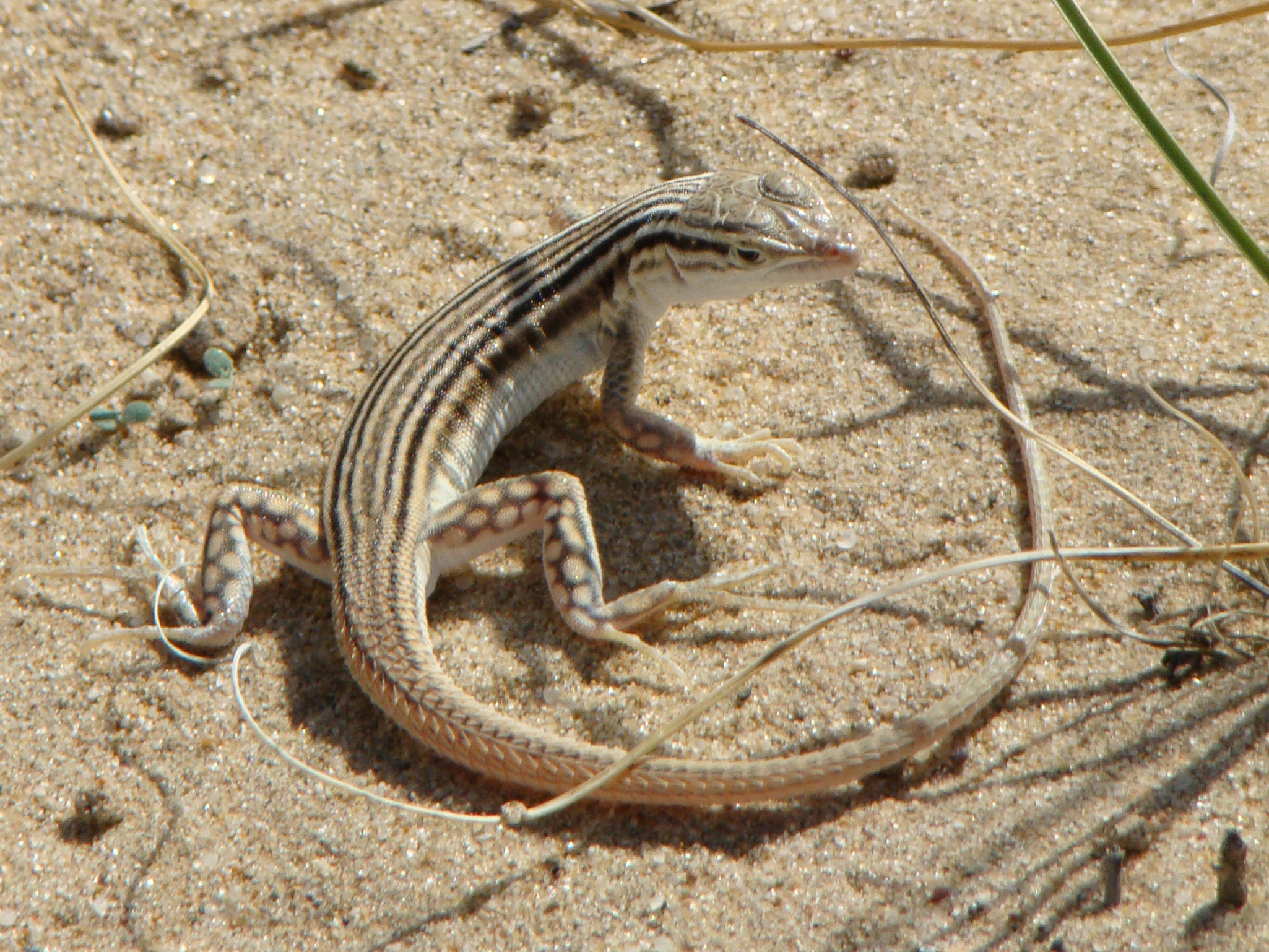
Линейчатая ящурка

- - Род Зелёные ящерицы (Lacerta)
    - Вид Прыткая ящерица (Lacerta agilis); распространена в северной половине страны от западных границ до восточных, а также в горах и предгорьях юго-востока

  - Род Лесные ящерицы[2]
    - Вид Живородящая ящерица (Zootoca vivipara); распространена на севере и востоке страны

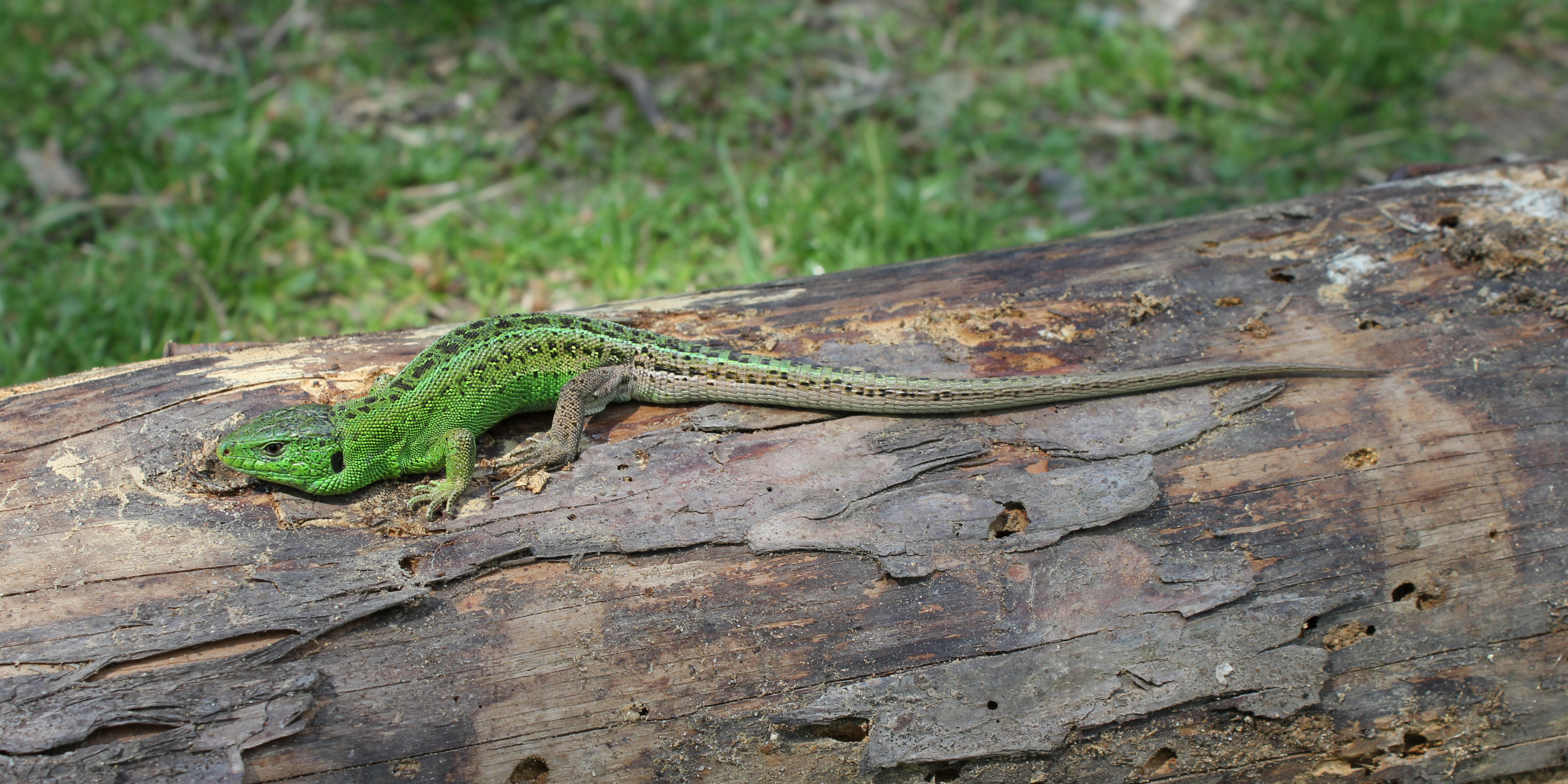
Прыткая ящерица
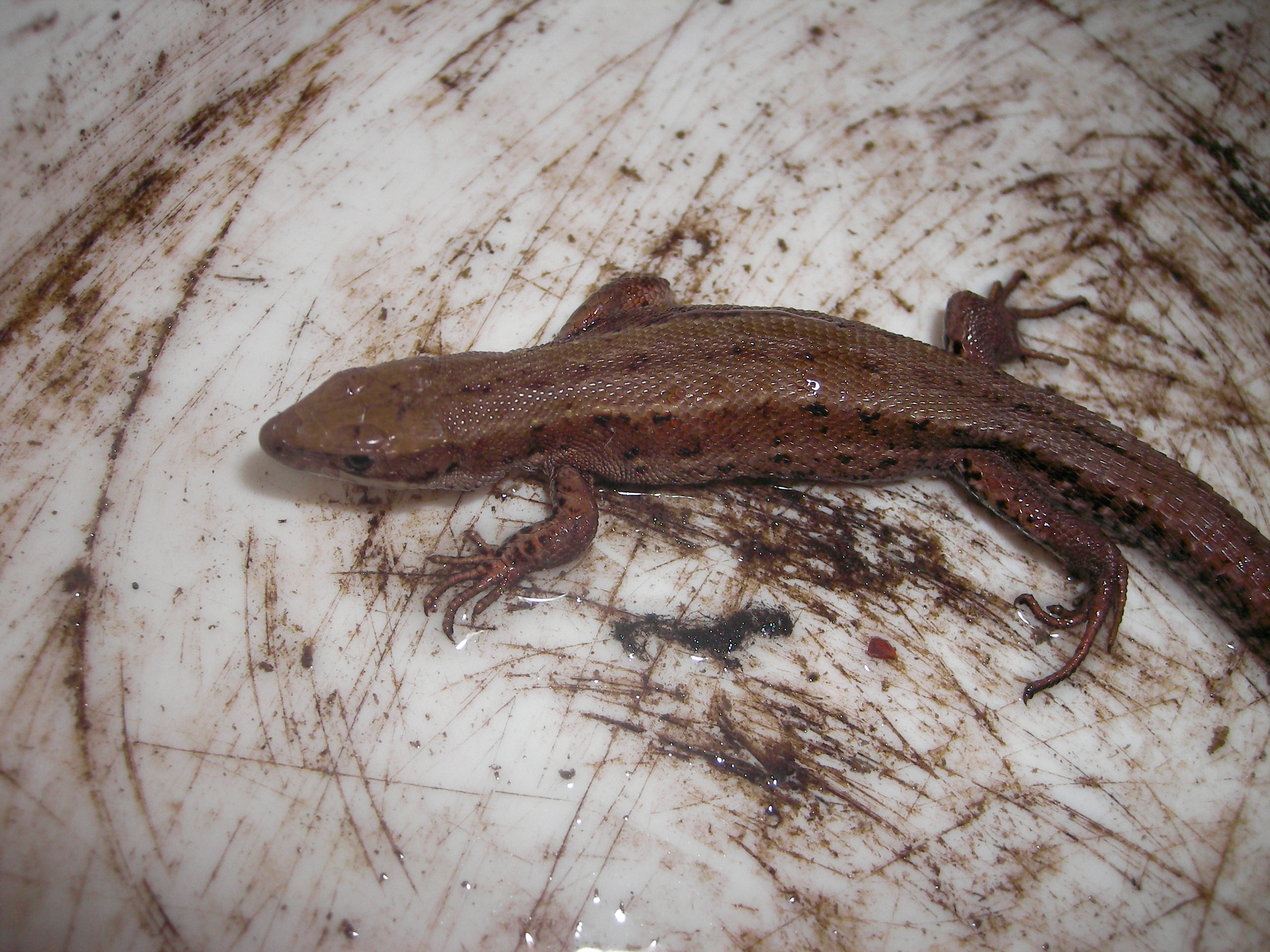
Живородящая ящерица

- Семейство Варановые (Varanidae)
  - Род Вараны (Varanus)
    - Вид Серый варан (Varanus griseus)
      - Подвид Среднеазиатский серый варан (Varanus griseus caspius); встречается в южном Приаралье

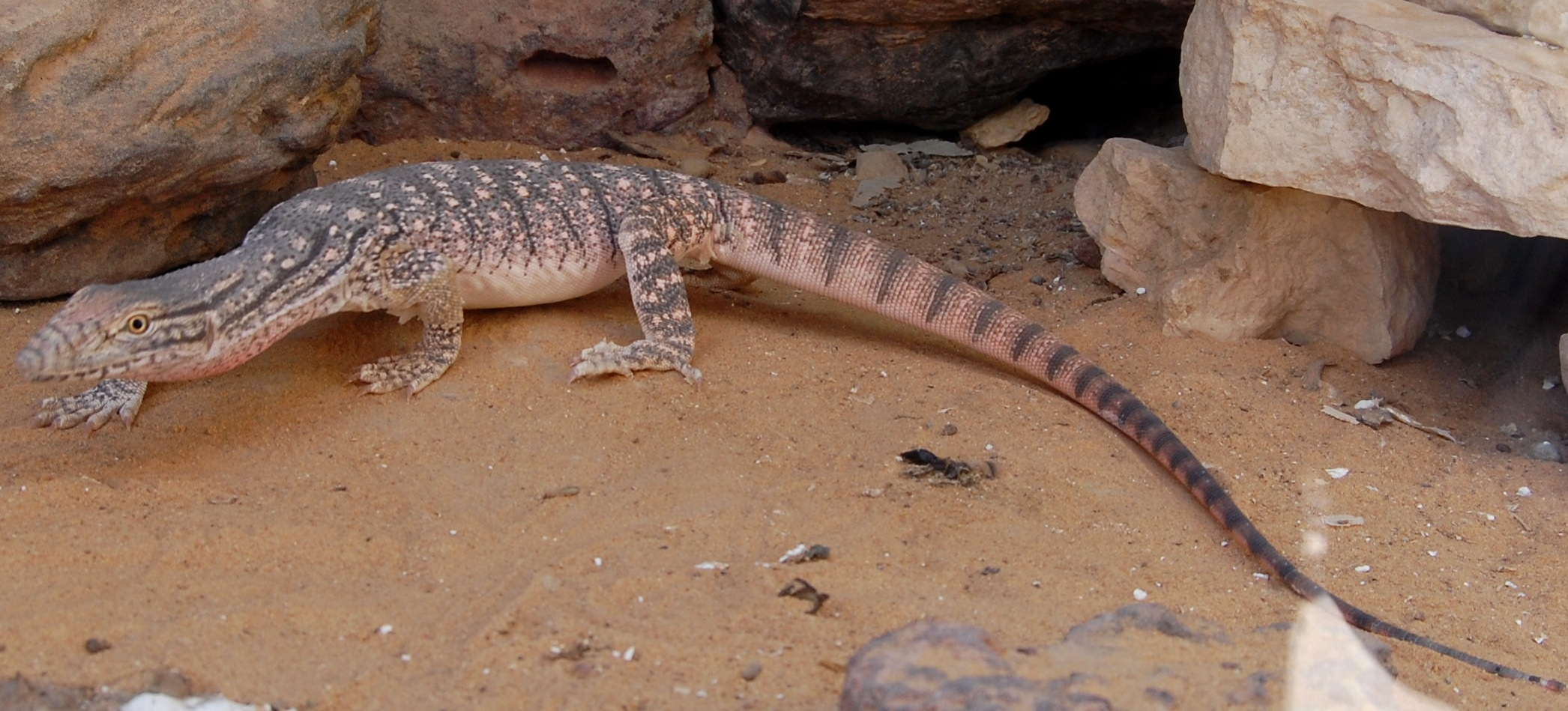
Серый варан

## ОтрядЗмеи(Serpentes)
- Семейство Ложноногие, или удавы (Boidae)
  - Род Удавчики (Eryx)
    - Вид Песчаный удавчик (Eryx miliaris); распространён в пустынях и полупустынях западной половины страны
    - Вид Восточный удавчик (Eryx tataricus); распространён в пустынях и полупустынях центральной и восточной частей южной половины страны
- Семейство Ужеобразные (Colubridae)
  - Род Стройные полозы (Coluber)
    - Вид Поперечнополосатый полоз (Coluber karelinii); распространён на Мангышлаке, а также на юге страны от Аральского моря до Каратау
    - Вид Свинцовый полоз (Coluber nummifer); встречается в Южно-Казахстанской и Жамбылской областях
    - Вид Разноцветный полоз (Coluber ravergieri); встречается в южной половине территории страны
    - Вид Краснополосый полоз (Coluber rhodorhachis); встречается в Южно-Казахстанской области
    - Вид Полосатый полоз (Coluber spinalis); встречается в Зайсанской котловине

  - Род Медянки (Coronella)
    - Вид Обыкновенная медянка (Coronella austriaca); обитает Западно-Казахстанской и севере Актюбинской области

  - Род Лазающие полозы (Elaphe)
    - Вид Узорчатый полоз (Elaphe dione);
    - Вид Палласов полоз (Elaphe sauromates);
    - Вид Четырёхполосый полоз (Elaphe quatuorlineata)

  - Род Гиерофисы (Hierophis)
    - Вид Желтобрюхий, или каспийский полоз (Hierophis caspius);

  - Род Настоящие ужи (Natrix)
    - Вид Обыкновенный уж (Natrix natrix);
    - Вид Водяной уж (Natrix tesellata);

  - Род Песчаные змеи (Psammophis)
    - Вид Стрела-змея (Psammophis lineolatus);

  - Род Чешуелобые полозы (Spalerosophis)
    - Вид Чешуелобый полоз (Spalerosophis diadema);

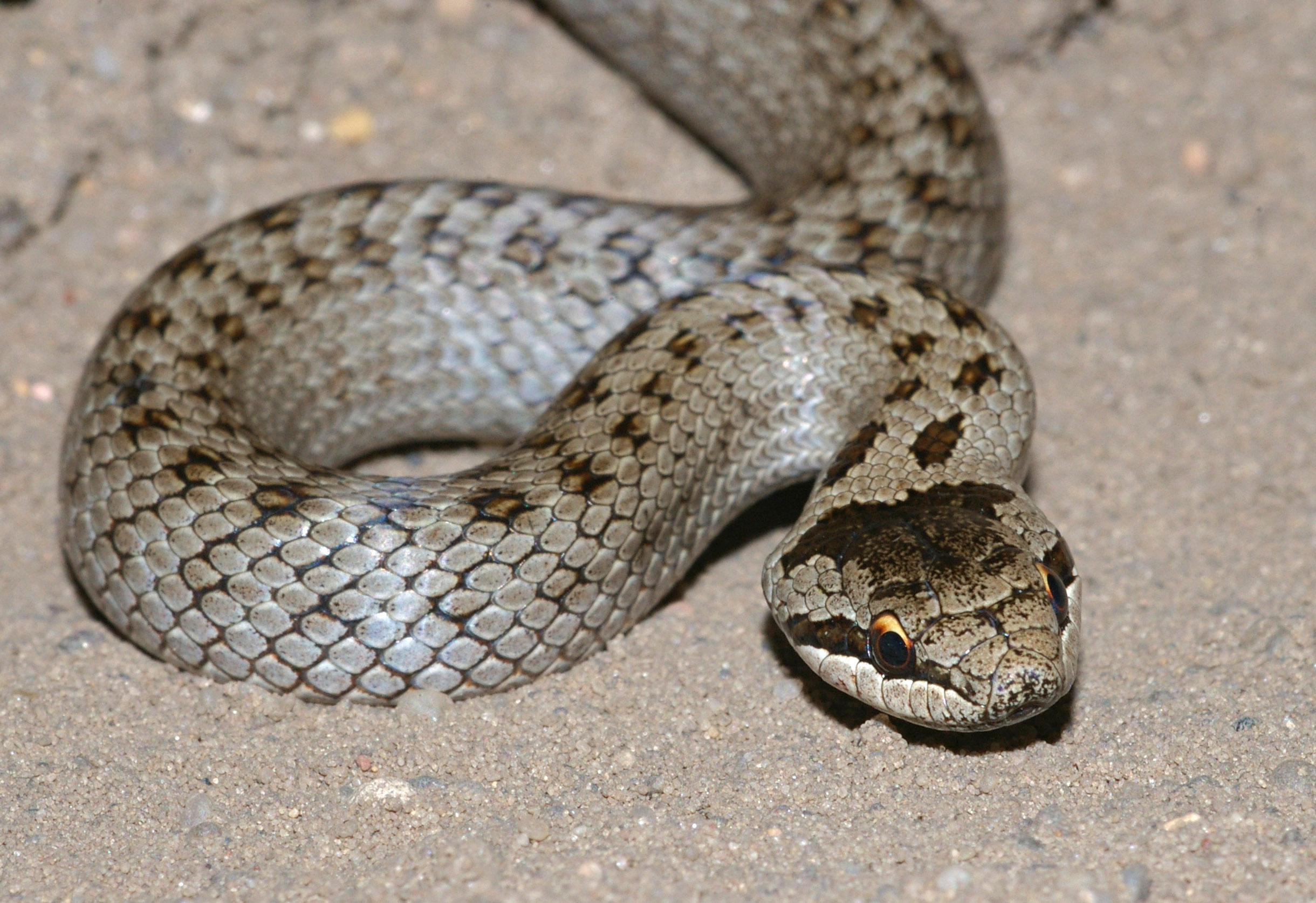
Обыкновенная медянка
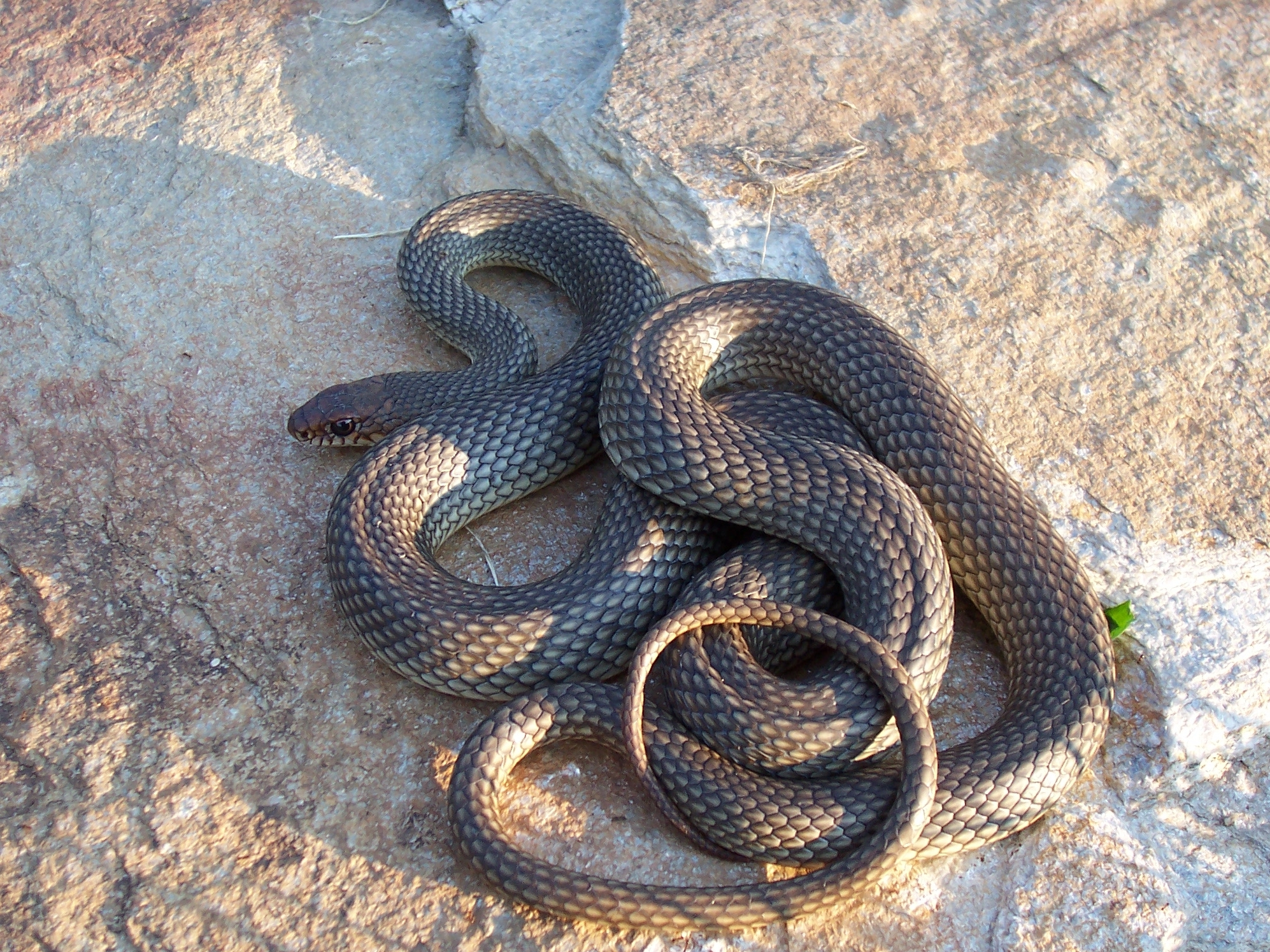
Желтобрюхий, или каспийский полоз
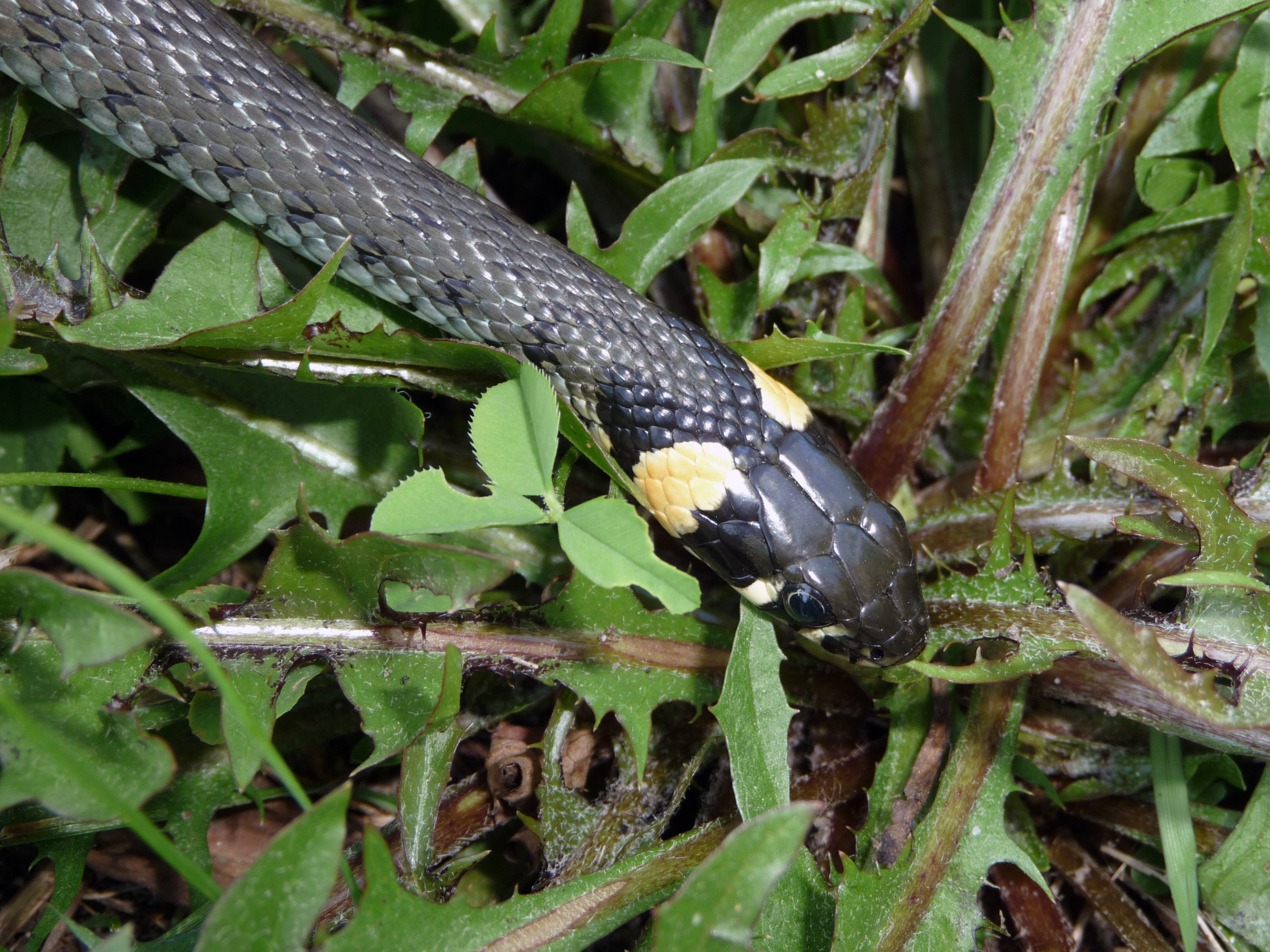
Обыкновенный уж
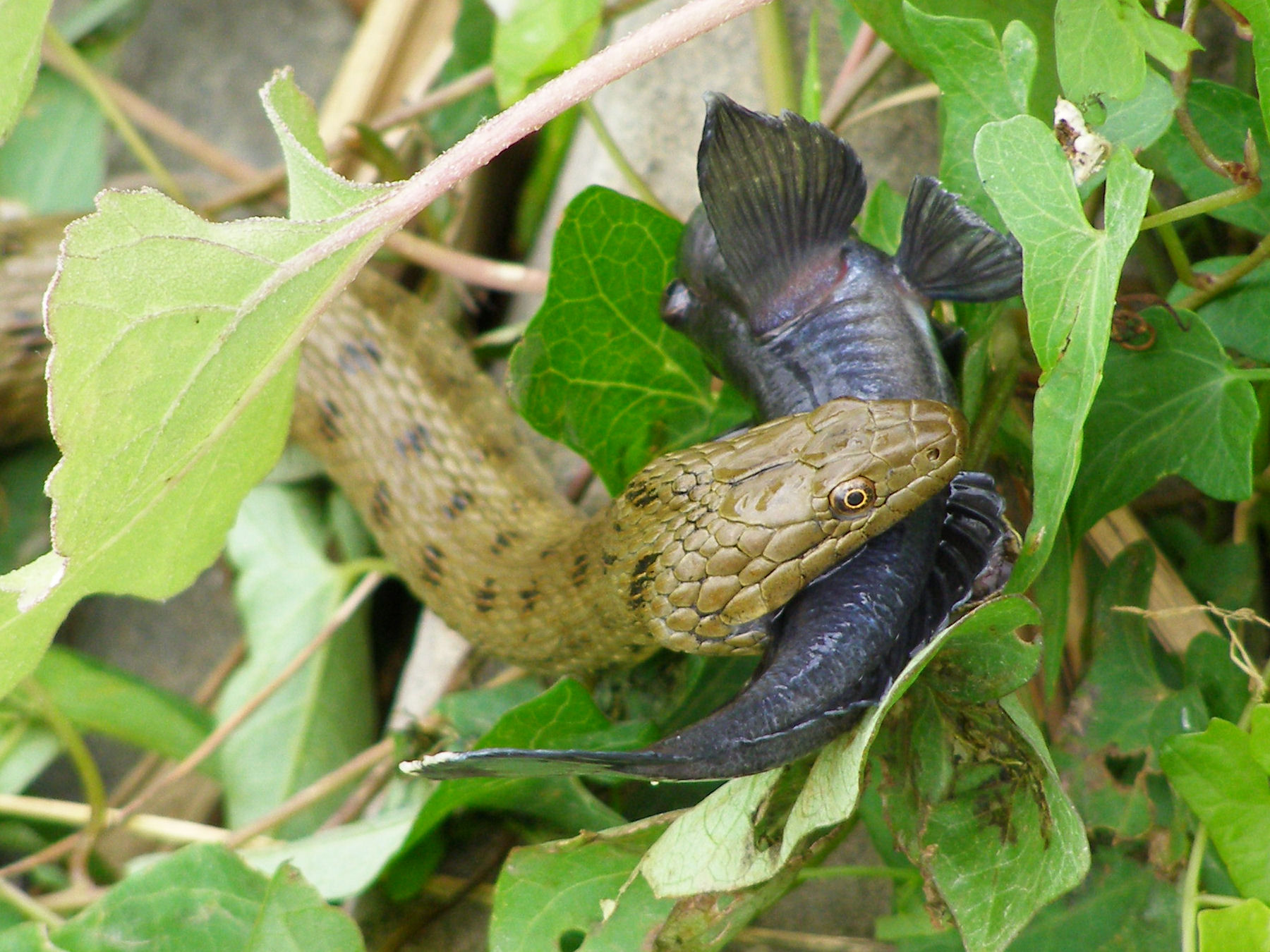
Водяной уж
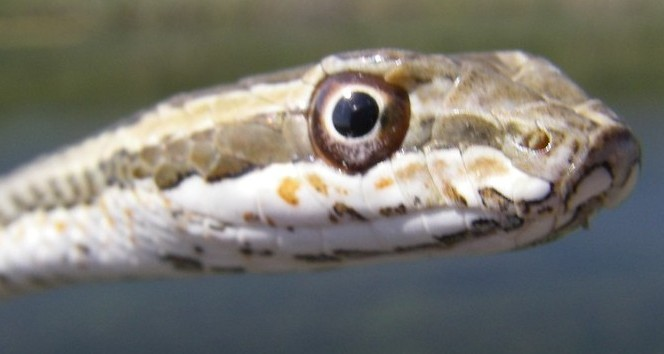
Стрела-змея

- Семейство Гадюковые змеи, или гадюки (Viperidae)
  - Род Щитомордники (Gloydius)
    - Вид Обыкновенный, или щитомордник Палласа (Gloydius halys); распространён на всей территории страны

  - Род Гадюки, или настоящие гадюки (Vipera)
    - Вид Обыкновенная гадюка (Vipera berus);
    - Вид Восточная степная гадюка (Vipera renardi);
    - Вид Vipera altaica; эндемик восточного Казахстана, описан в 2010 году[3]

- - Род Гигантские гадюки (Macrovipera)
    - Вид Гюрза, или ливанская гадюка (Macrovipera lebetina)
      - Подвид Среднеазиатская гюрза ( Macrovipera lebetina turanica)

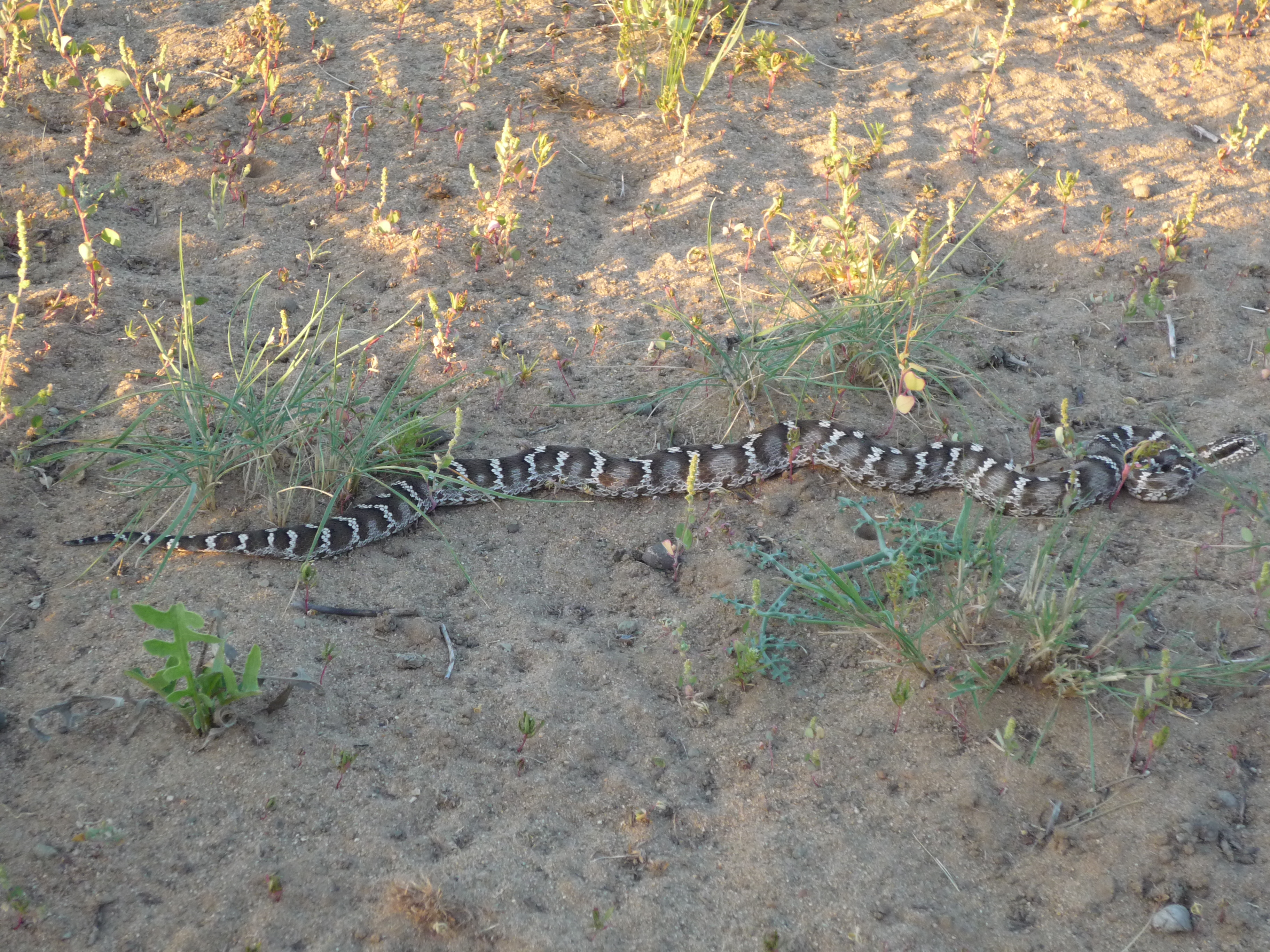
Обыкновенный, или щитомордник Палласа
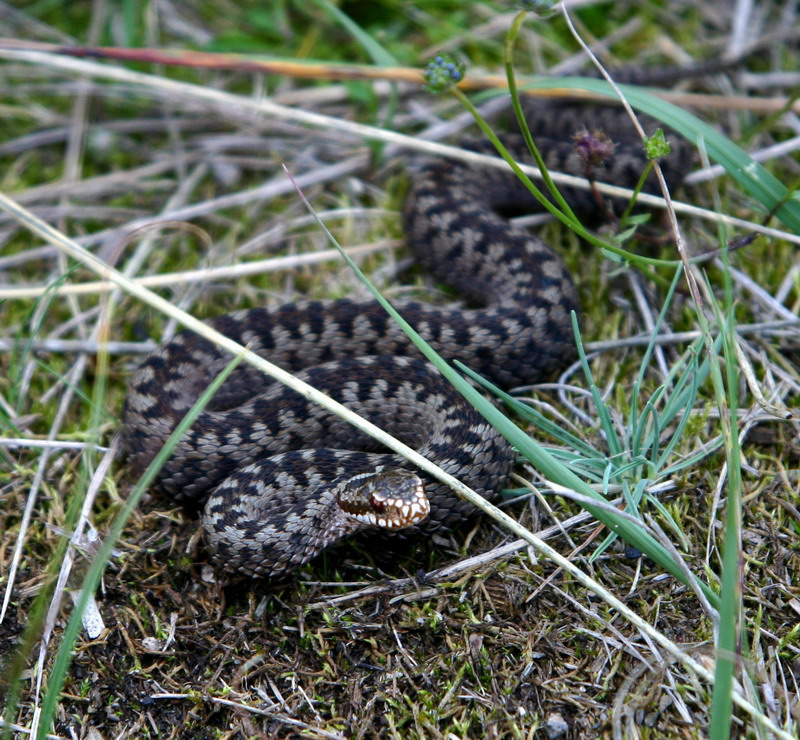
Обыкновенная гадюка
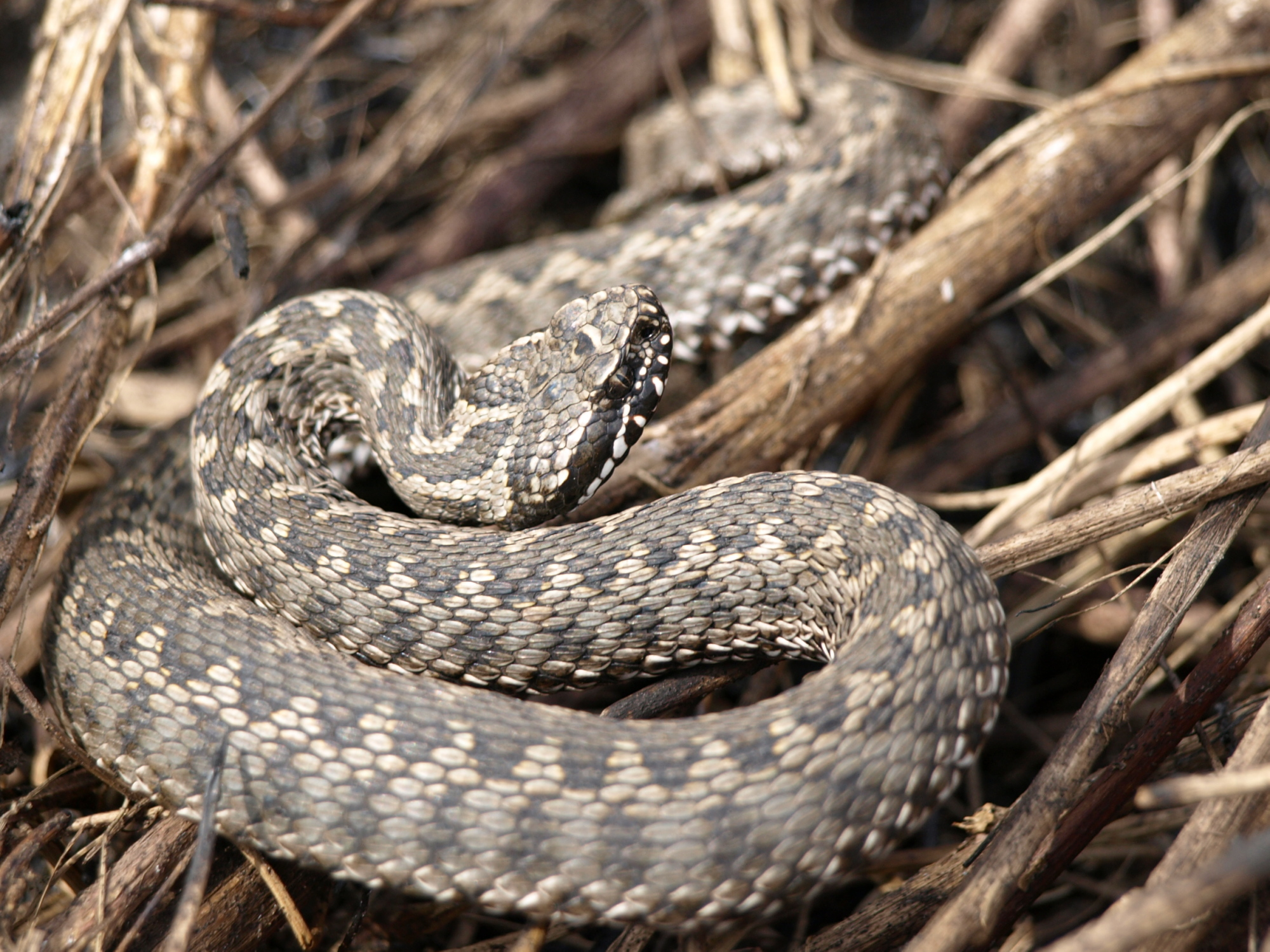
Восточная степная гадюка
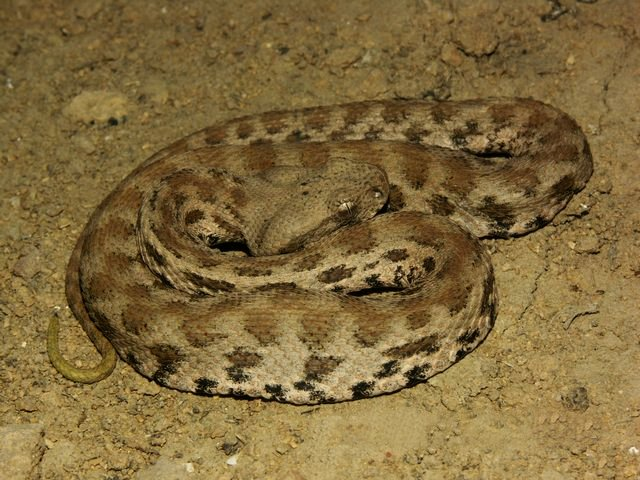
Гюрза, или ливанская гадюка